# ニッセンライフ
株式会社ニッセンライフ（英: Nissen Life Co., Ltd.）は、通信販売大手のニッセンを中核とした持株会社であるニッセンホールディングス傘下の乗合保険募集代理店。本社を京都市南区に置く。

## 概要
ニッセンのグループ会社として、約40年以上にわたり生命保険、損害保険の代理店業を営んでいる。近年では、ファイナンシャル・プランニング事業を通じて、保険のみならずお金に関するさまざまなサービスを提供している。

## 沿革
| 1976年     | 株式会社ニッセンの保険部門として、アリコ（現・メットライフ生命保険）の保険商品を通信販売にて取り扱い開始。                                          |
| 1988年     | 「共済会ファミックス」を設立。 |
| 2006年9月  | 「ファミックス生命保険設立準備株式会社」を設立。 |
| 2007年12月 | ファミックス生命保険設立準備から「nインシュアランスサービス株式会社」に社名変更。                                                                   |
| 2008年     | 乗合代理店化を図り保険代理店業務を強化。 |
| 2008年12月 | ニッセンの保険部門を統合。 |
| 2009年7月  | 共済会ファミックス運営の共済事業を譲受し、特定非営利活動法人がん患者団体支援機構内に「ニッセンライフ基金」を設立。                                  |
| 2010年10月 | 「無料訪問コンサルティングサービス」（現在の「保険無料相談・訪問サービス」）を開始。                                                                |
| 2011年12月 | 株式会社ニッセンライフに社名変更。 |
| 2012年9月  | がんサバイバーへの就業支援を開始。 |
| 2013年8月  | 保険商品検索サービスサイト「持病があっても安心ナビ」を開始。                                                                                        |
| 2014年1月  | セブン＆アイ・ホールディングスグループとの資本業務提携により同社グループ企業となる。                                                                |
| 2014年7月  | UCDA（一般社団法人ユニバーサルコミュニケーションデザイン協会）賛助会員加入。                                                                        |
| 2014年11月 | ファイナンシャル・プランナー紹介サービスサイト「FPナビ」を開始。                                                                                    |
| 2015年9月  | 住宅ローンARUHI（アルヒ株式会社）と業務提携し、フラット35等の住宅ローンの取り扱いを開始。なお、2017年12月15日をもって、住宅ローンの取り扱いを終了。 |
| 2016年11月 | ニッセングループがセブン＆アイ・ホールディングスの完全子会社となる。                                                                                |
| 2017年12月 | 現在の所在地（京都市南区西九条院町26番地）に移転。                                                                                                  |
| 2018年4月  | 保険比較総合サイト「Will Navi」を開設。 |

## 取扱保険会社

### 生命保険会社
- アクサ生命保険株式会社
- アクサダイレクト生命保険株式会社
- 朝日生命保険相互会社
- アフラック生命保険株式会社
- FWD生命保険株式会社
- オリックス生命保険株式会社
- ジブラルタ生命保険株式会社
- ソニー生命保険株式会社
- SOMPOひまわり生命保険株式会社
- 東京海上日動あんしん生命保険株式会社
- 日本生命保険相互会社
- マニュライフ生命保険株式会社
- 三井住友海上あいほい生命保険株式会社
- メットライフ生命保険株式会社
- メディケア生命保険株式会社

### 損害保険会社
- あいおいニッセイ同和損害保険株式会社
- アニコム損害保険株式会社
- イーデザイン損害保険株式会社
- AIG損害保険株式会社
- SBI損害保険株式会社
- ジェイアイ傷害火災保険株式会社
- セゾン自動車火災保険株式会社
- ソニー損害保険株式会社
- 損害保険ジャパン株式会社
- Chubb損害保険株式会社
- チューリッヒ保険会社
- 東京海上日動火災保険株式会社
- 三井住友海上火災保険株式会社
- 三井ダイレクト損害保険株式会社
- 楽天損害保険株式会社
- アメリカンホーム医療・損害保険株式会社

### 少額短期保険会社
- SBIいきいき少額短期保険株式会社
- SBIリスタ少額短期保険株式会社
- トライアングル少額短期保険株式会社
- 日本アニマル倶楽部株式会社
- 楽天少額短期保険株式会社

## 提供サービス

### FPナビ
ファインシャルプランナー紹介サイトである。登録されている約500名のファインシャルプランナーから、場所や相談内容などから、自分の好きなファインシャルプランナーを選択し、相談予約することができる。ファイナンシャルプランナー個人の顔写真も掲載されていることも特徴である。
相談内容は、保険、ライフプラン、教育資金、老後資金、住宅ローン、家計に関することまでお金に関する相談サービスを提供している。
利用料は無料である。

### Will Navi
保険比較サイトである。医療保険、がん保険や、旅行保険、ペット保険などの保険申し込みや、資料の請求が可能である。上記で述べた取扱保険会社がすべて掲載されているわではない。また、「保険のほ」と名付けられた保険に関する基礎的知識を得ることができるコンテンツも設けられている。
資料請求した顧客には、同社のコールセンターより電話による営業活動がなされる。